# Songül Karlı
Songül Karlı (* 15. September 1973 in Istanbul, Türkei) ist eine Sängerin der türkischen Volksmusik und Fernsehmoderatorin.

## Leben und Karriere
Im Jahr 1991 kam ihr erstes Album "Derman Sendedir" auf den Markt. Bis heute hat sie zehn Alben veröffentlicht und war auf zwei Kompilationsalben vertreten. Im Jahr 2002 ließ sie sich von ihrem Ehemann Ergün Topaloğlu scheiden. 2003 heiratete sie Baykal Gümüş. Am 6. August 2006 kam ihr Sohn Efe Furkan auf die Welt. Sie trat bei zahlreichen türkischen Sendern TRT auf und hatte ab April 2007 eine eigene Sendung bei Kanal 7. Zusammen mit Uğur Aslan tritt sie in einer weiteren Sendung mit dem Namen Su Gibi bei FOX TV auf. Sie singt in ihren Alben viele Lieder von Muhlis Akarsu und hat auch mit dem Sänger Ferhat Tunç zusammengearbeitet.

## Diskografie

### Alben
- 1991: Derman Sendedir
- 1992: Böyle Olurmu
- 1993: Oralıyam Ben
- 1994: Dal Boylum
- 1994: Dokunsalar Ağlayacağım
- 1995: Yanık Bir Türkü
- 1996: Omuz Omuza
- 1998: Yalan
- 2002: Bir Yana
- 2004: Kaç Bahar

### EPs
- 2017: Hayat Bir Gün

### Singles (Auswahl)
- 1992: Az Bana Gönder
- 1995: Yine Gönlüm Hoş Değil

## Auszeichnungen
- 1997: Kral Türkiye Müzik Award in der Kategorie Beste türkische Volksmusikerin
- 1998: Kral Türkiye Müzik Award in der Kategorie Beste türkische Volksmusikerin
- 1999: Altın Kelebek Award in der Kategorie Beste türkische Volksmusikerin